# Grand Prix de Denain 2014
La 55e édition du Grand Prix de Denain a eu lieu le 17 avril 2014. C'est la sixième épreuve de la Coupe de France de cyclisme sur route 2014. La course fait partie du calendrier UCI Europe Tour 2014 en catégorie 1.1.
Le Français Nacer Bouhanni (FDJ.fr) remporte la course lors d'un sprint d'environ quatre-vingt coureurs respectivement devant les Italiens Matteo Pelucchi (IAM) et Francesco Chicchi (Neri Sottoli). Bryan Coquard (Europcar) reçoit le prix de leader de la Coupe de France. Jonathan Dufrasne (Wallonie-Bruxelles) remporte le prix des sprints, tandis que Antonio Parrinello (Androni Giocattoli-Venezuela) remporte le prix des monts, ainsi que le prix du kilomètre 59 remis par le département du Nord. Jonathan Dufrasne (Wallonie-Bruxelles) remonte ensuite sur le podium pour recevoir le prix de la combativité. Florian Sénéchal (Cofidis) obtient le trophée du dossard vert, nouvellement créé pour cette édition. Enfin, Nacer Bouhanni (FDJ.fr) se voit remettre le prix du meilleur jeune, puis celui de la meilleure équipe.

## Présentation
La course a été officiellement présentée le lundi 31 mars 2014 à partir de 19 h, dans la salle Baudin de Denain, non loin de la ligne d'arrivée,. Cette cérémonie a été animée par Daniel Mangeas, Dominique Serrano et Anne-Lise Dufour-Tonini ont notamment pris la parole.

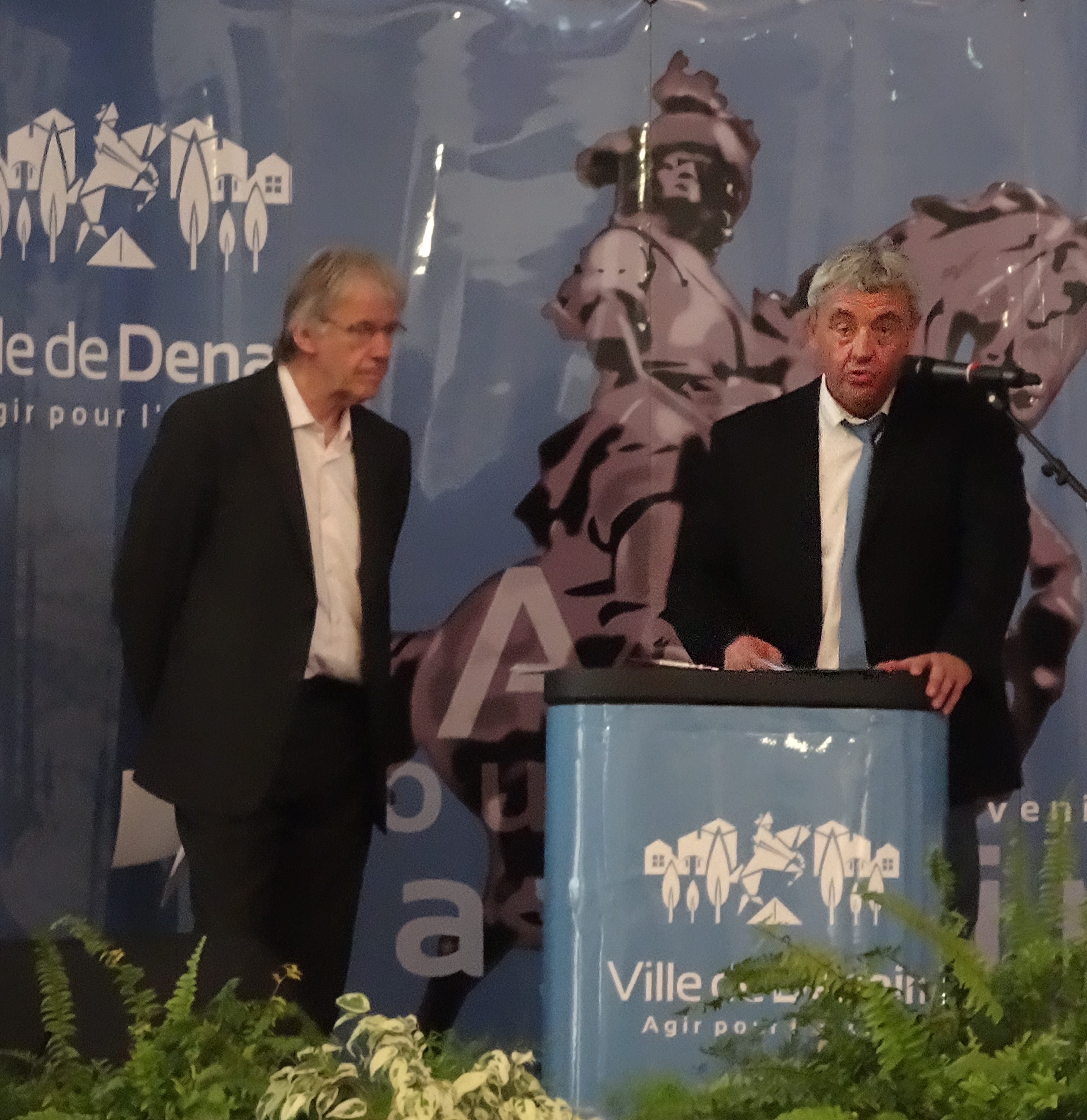
Daniel Mangeas et Dominique Serrano.
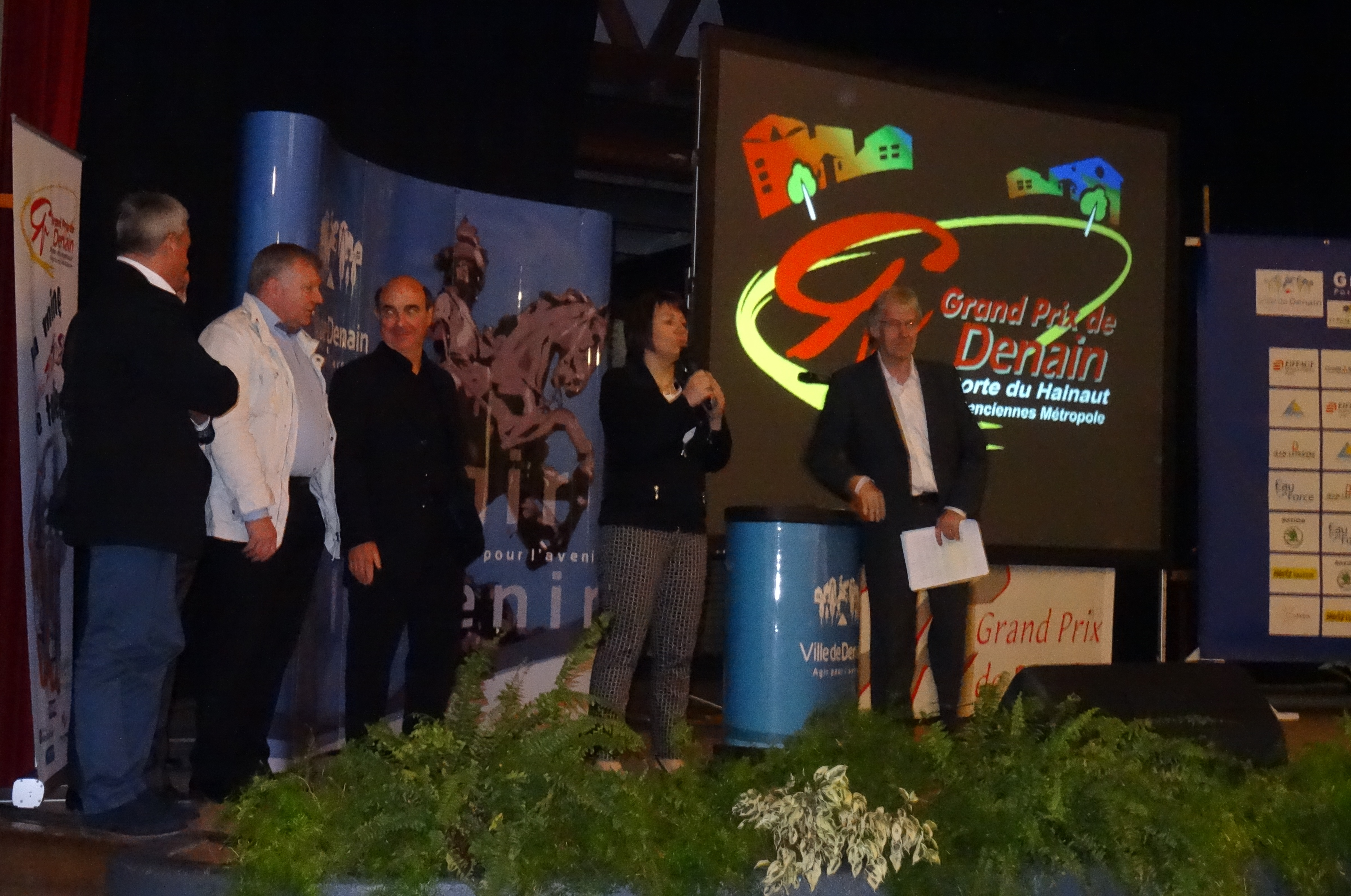
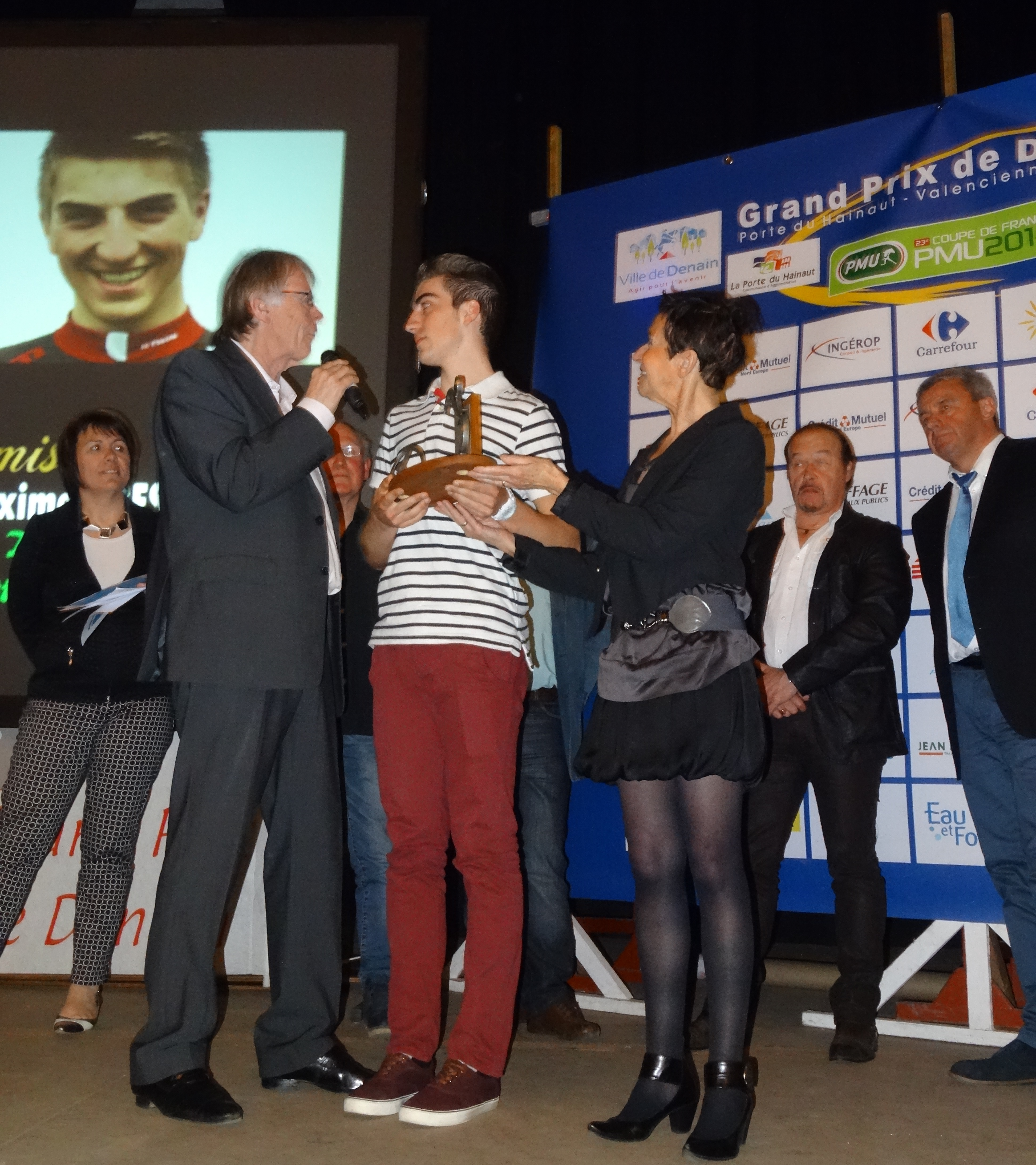
Maxime Gressier se voit remettre un prix.
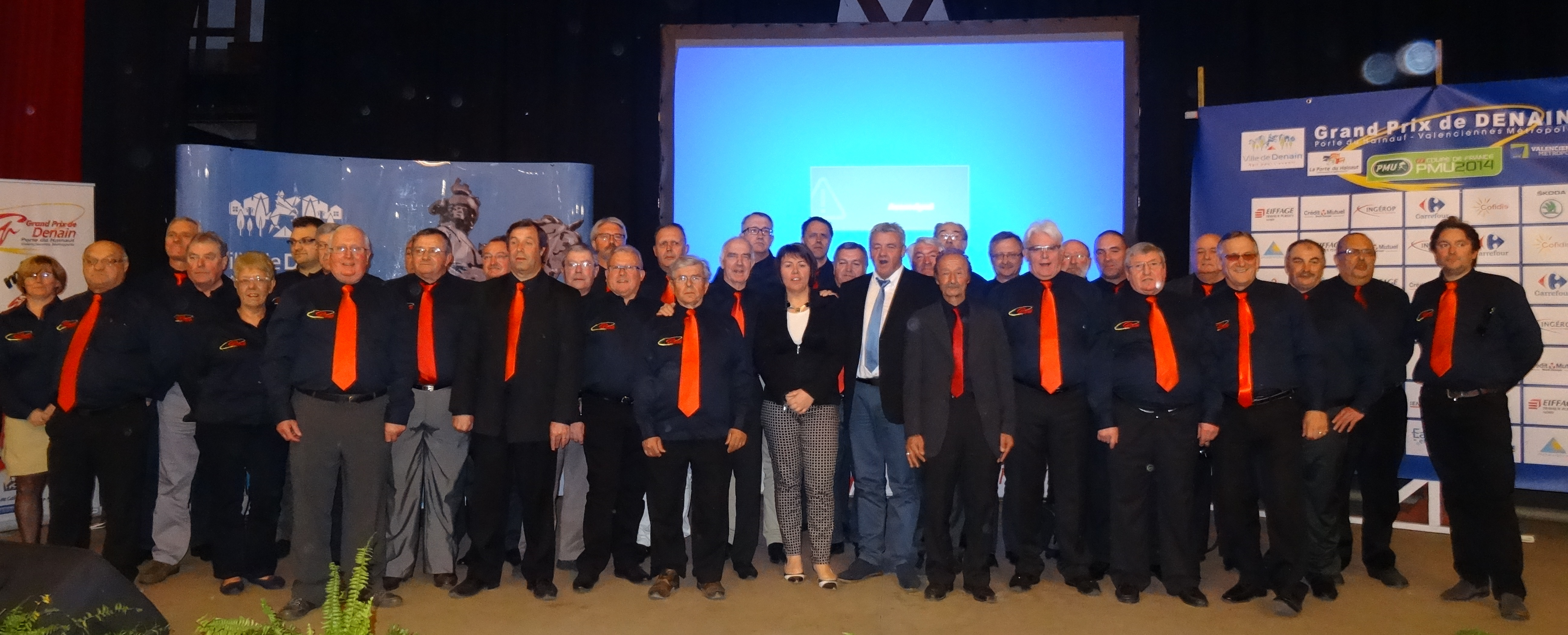
Les organisateurs avec, au milieu, Anne-Lise Dufour-Tonini.

### Parcours
- Circuit no 1
- Circuit no 2
- Circuit no 3
- Tronc commun

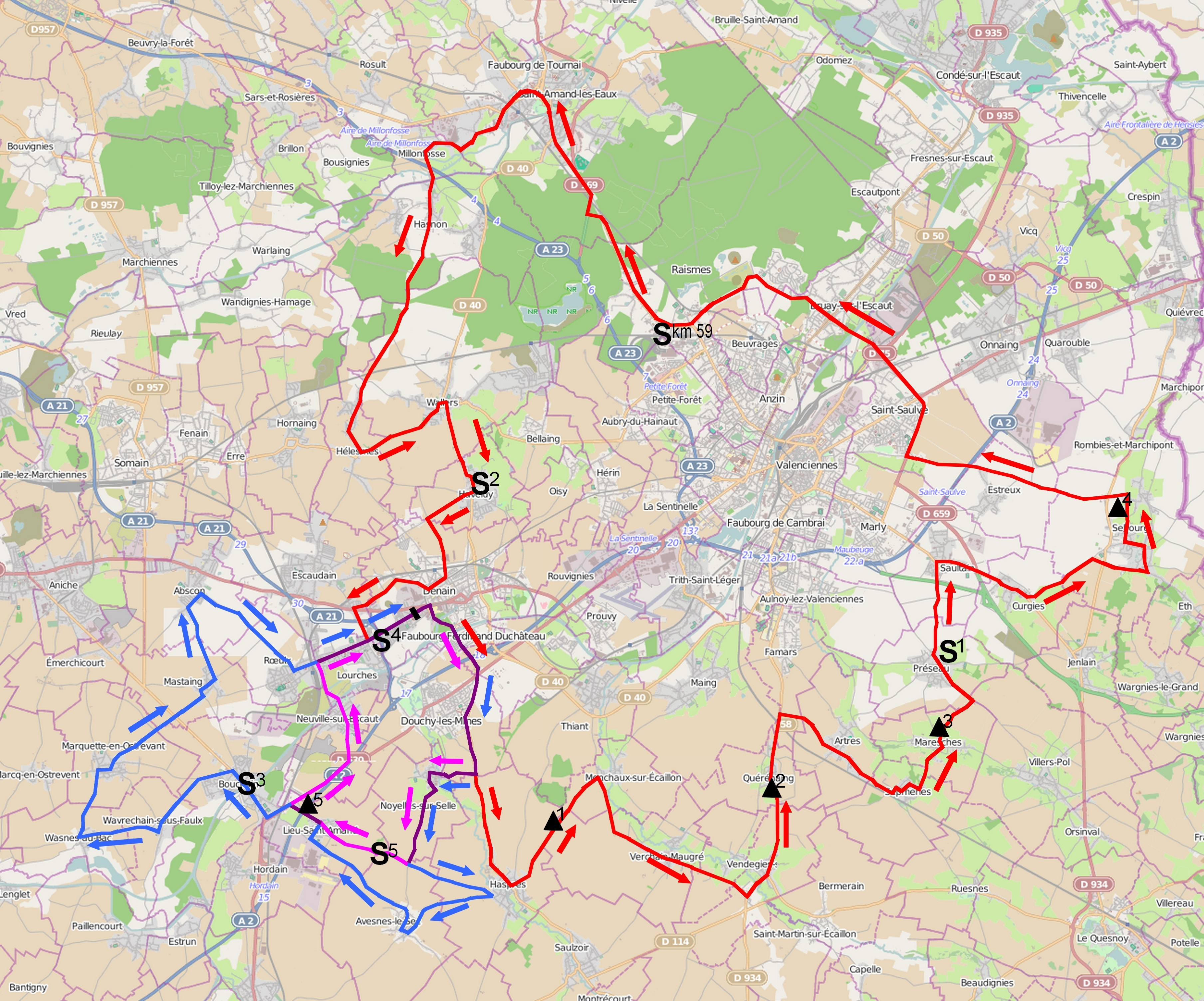
Le parcours du Grand Prix de Denain 2014.
Prix des monts
S Sprint

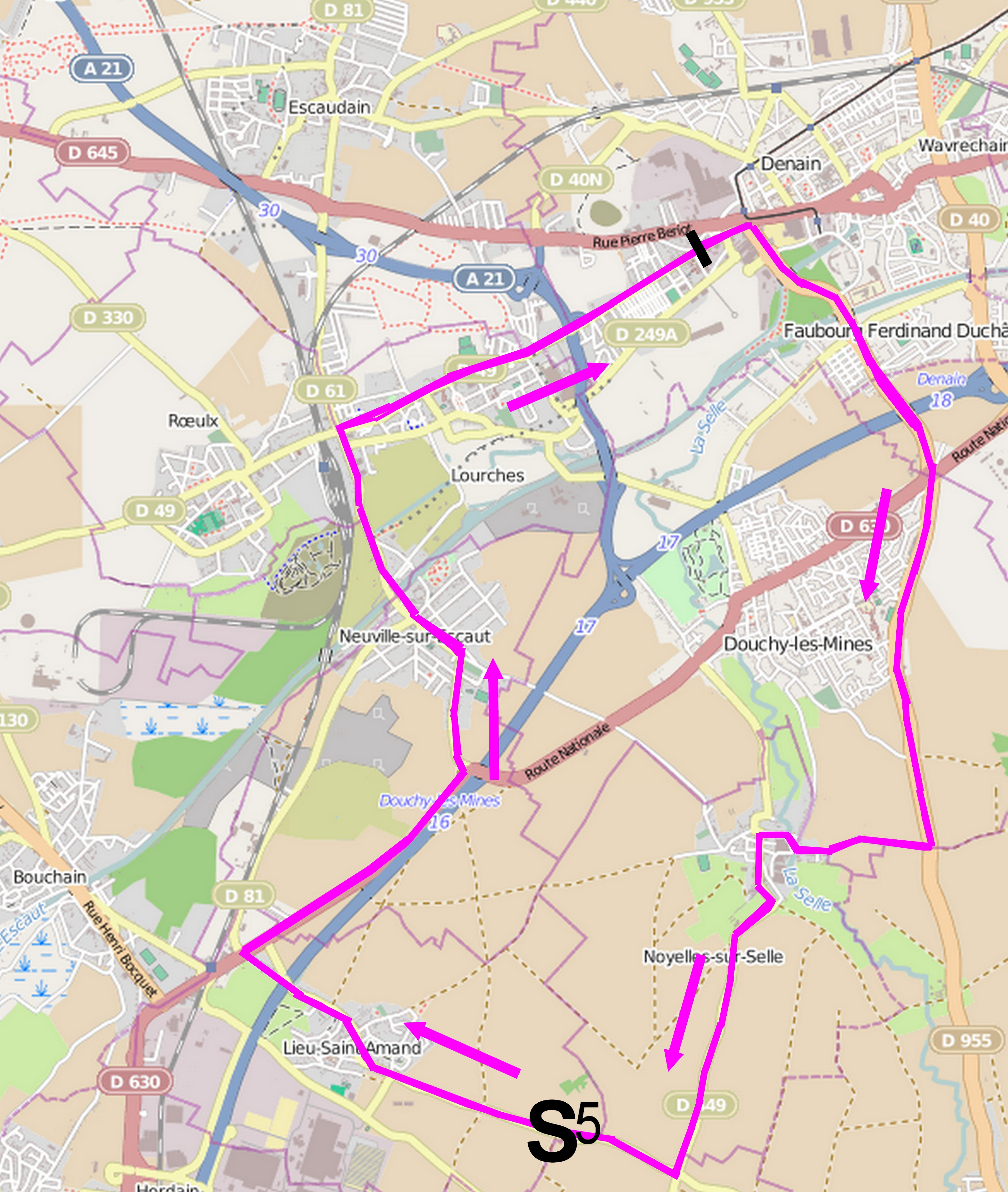
Détail du circuit no 3, emprunté à trois reprises.

Pour cette édition 2014, le Grand Prix de Denain est désormais nommé Grand Prix de Denain - Porte du Hainaut - Valenciennes Métropole dans sa version longue, à la suite de la venue de la communauté d'agglomération de Valenciennes Métropole comme sponsor, qui rejoint la ville de Denain et la communauté d'agglomération de la Porte du Hainaut,.
Le parcours évolue en conséquence : au lieu des quatre boucles habituelles, il n'y en a que trois. Par ailleurs, l'incursion dans le territoire de Valenciennes Métropole est l'occasion de mettre en place un prix des monts.
La première boucle, la plus longue, dessert le territoire de Valenciennes Métropole. Le départ fictif est donné à Denain à 11 h 30 et le départ réel quelques minutes plus tard, au sud de la commune. Les cyclistes se dirigent ensuite vers Haulchin, Haspres, où à mi-chemin avec Monchaux-sur-Écaillon se déroule le premier prix des monts, Monchaux-sur-Écaillon, Verchain-Maugré, Sommaing, Vendegies-sur-Écaillon, Quérénaing (où se déroule le deuxième prix des monts), Artres, Sepmeries, Maresche (où se déroule le troisième prix des monts), Préseau (où se déroule le premier sprint), Saultain, Curgies, Sebourg. À mi-distance de l'entrée d'Estreux se déroule le quatrième prix des monts, les coureurs traversent ensuite Saint-Saulve, Bruay-sur-l'Escaut (et sa ligne de tramway), Raismes (où se déroule le sprint du kilomètre 59, sponsorisé par le département du Nord), Saint-Amand-les-Eaux, Millonfosse, Hasnon, Hélesmes, Wallers, Haveluy (où se déroule le deuxième sprint), Denain, avant de faire un détour par Escaudain pour revenir à Denain.
Commence alors vers 13 h 44 la deuxième boucle par le premier passage sur la ligne d'arrivée. Traversant brièvement le finage d'Haulchin, les cyclistes traversent Douchy-les-Mines, Noyelles-sur-Selle, font une épingle par Haspres, puis se dirigent vers l'est en traversant bien Avesnes-le-Sec, puis Lieu-Saint-Amand (où se déroule le cinquième et dernier prix des monts. Bouchain est l'occasion de faire le troisième sprint, puis les coureurs traversent Wavrechain-sous-Faulx, Wasnes-au-Bac, Marquette-en-Ostrevant, Mastaing, Abscon, et reviennent via Rœulx puis Lourches, où se déroule le quatrième sprint. Le finage d'Escaudain est brièvement traversé, puis les coureurs franchissent pour la deuxième fois la ligne d'arrivée, vers 14 h 42.
S'ensuivent alors trois petits tours d'une vingtaine de kilomètres, passant par Denain, Douchy-les-Mines, Noyelles-sous-Selle, Lieu-Saint-Amand, Bouchain, Neuville-sur-Escaut, Lourches, puis Denain. Le premier petit tour doit commencer vers 14 h 42 et se terminer vers 15 h 10, le deuxième petit tour, dont le cinquième et dernier sprint se déroulera à Noyelles-sous-Selle, doit se terminer à 15 h 37, et le troisième petit tour doit se terminer vers 16 h 8, ce qui marquera le quatrième passage sur la ligne d'arrivée et la fin de la course.

### Équipes
Classé en catégorie 1.1 de l'UCI Europe Tour, le Grand Prix de Denain est par conséquent ouvert aux UCI ProTeams dans la limite de 50 % des équipes participantes, aux équipes continentales professionnelles, aux équipes continentales et aux équipes nationales.
Vingt équipes participent à ce Grand Prix de Denain - cinq ProTeams, dix équipes continentales professionnelles et cinq équipes continentales,, :
| UCI ProTeams     | UCI ProTeams | UCI ProTeams |
| Nom de l'équipe  | Pays         | Code         |
| ---------------- | ------------ | ------------ |
| AG2R La Mondiale | France       | ALM          |
| Europcar         | France       | EUC          |
| FDJ.fr           | France       | FDJ          |
| Katusha          | Russie       | KAT          |
| Lotto-Belisol    | Belgique     | LTB          |

| Équipes continentales professionnelles | Équipes continentales professionnelles | Équipes continentales professionnelles |
| Nom de l'équipe                        | Pays                                   | Code                                   |
| -------------------------------------- | -------------------------------------- | -------------------------------------- |
| Androni Giocattoli-Venezuela           | Italie                                 | AND                                    |
| Bardiani CSF                           | Italie                                 | BAR                                    |
| Bretagne-Séché Environnement           | France                                 | BSE                                    |
| Cofidis                                | France                                 | COF                                    |
| Colombia                               | Colombie                               | COL                                    |
| IAM                                    | Suisse                                 | IAM                                    |
| MTN-Qhubeka                            | Afrique du Sud                         | MTN                                    |
| Neri Sottoli                           | Italie                                 | NRI                                    |
| Topsport Vlaanderen-Baloise            | Belgique                               | TSV                                    |
| Wanty-Groupe Gobert                    | Belgique                               | WGG                                    |

| Équipes continentales   | Équipes continentales | Équipes continentales |
| Nom de l'équipe         | Pays                  | Code                  |
| ----------------------- | --------------------- | --------------------- |
| BigMat-Auber 93         | France                | BIG                   |
| La Pomme Marseille 13   | France                | LPM                   |
| Roubaix Lille Métropole | France                | RLM                   |
| Veranclassic-Doltcini   | Belgique              | VER                   |
| Wallonie-Bruxelles      | Belgique              | WBC                   |

### Règlement de la course

#### Primes
Les vingt prix sont attribués suivant le barème de l'UCI,.
| Position | 1er     | 2e      | 3e      | 4e    | 5e    | 6e    | 7e    | 8e    | 9e    | 10e à 20e |
| Prix     | 5 785 € | 2 895 € | 1 445 € | 715 € | 580 € | 433 € | 433 € | 287 € | 287 € | 147 €     |

### Favoris
Arnaud Démare, qui a remporté l'édition 2013, mais aussi quelques courses régionales, est évoqué comme étant le grand favori, mais il n'est finalement pas présent.

## Classements

### Classement final

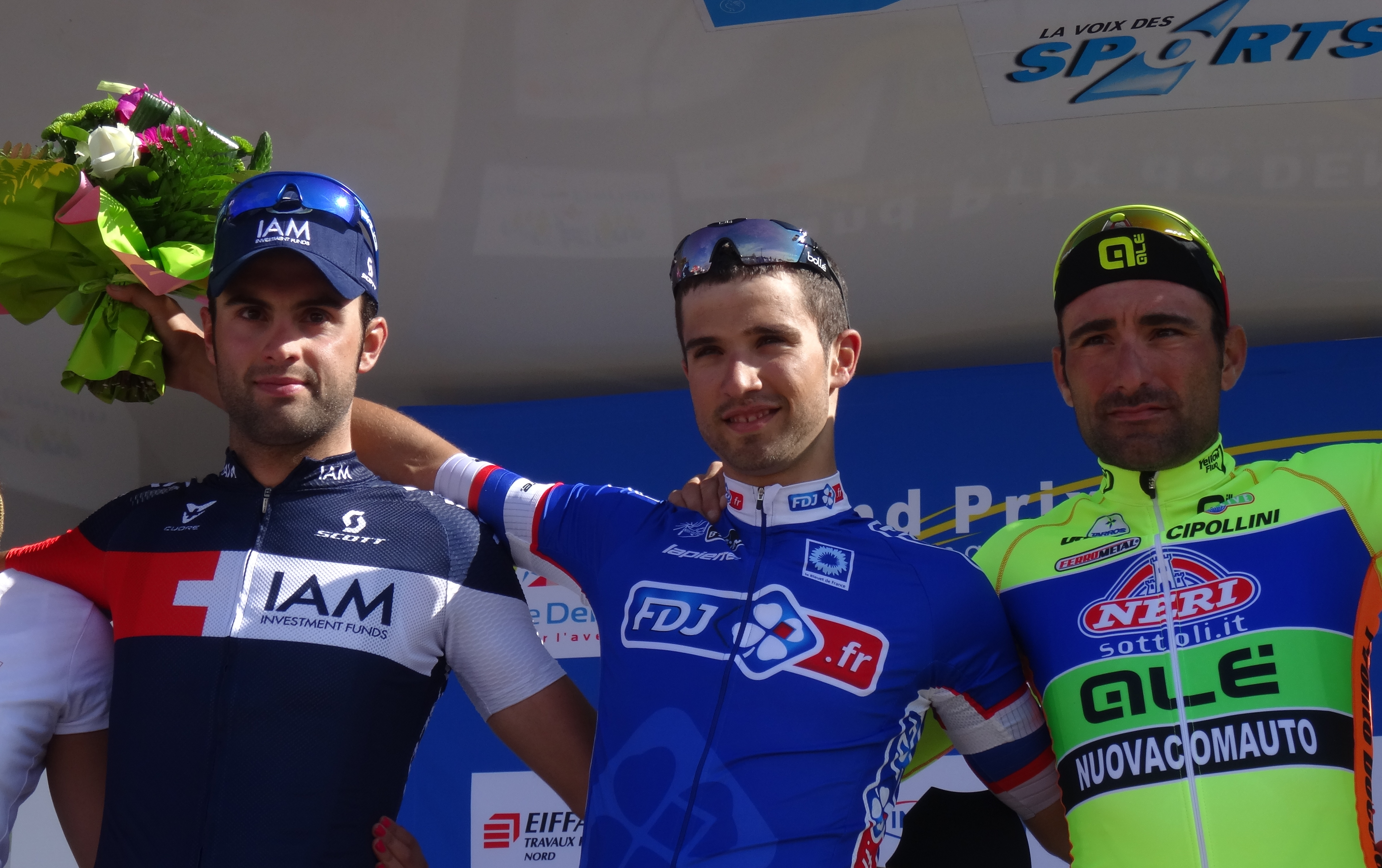
Podium de l'édition 2014 : Matteo Pelucchi (2e), Nacer Bouhanni (1er), et Francesco Chicchi (3e).

Le Français Nacer Bouhanni (FDJ.fr) remporte la course lors d'un sprint massif de quatre-vingt coureurs,.

### Autres classements

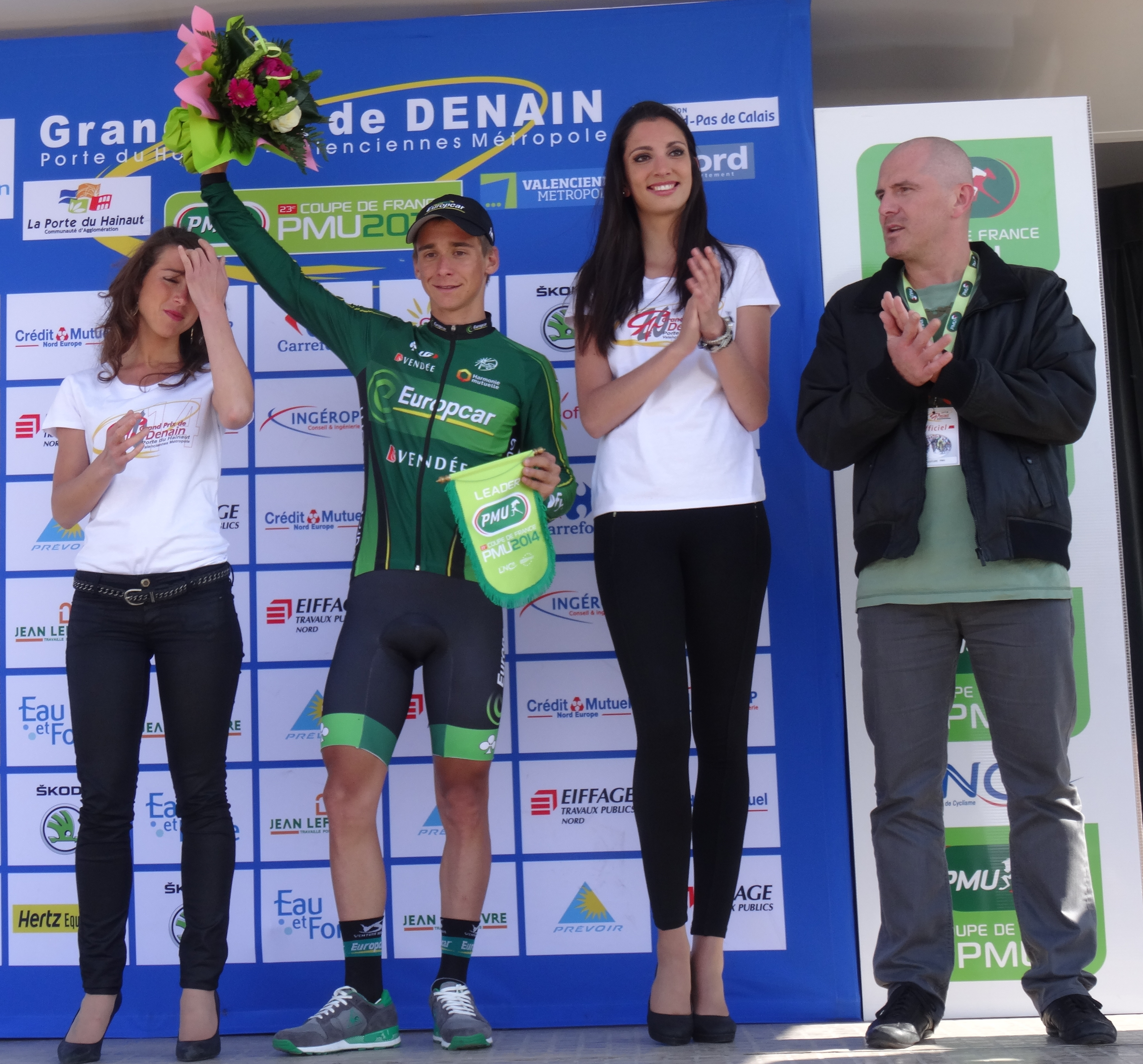
Bryan Coquard et son prix de leader de la Coupe de France.

Bryan Coquard (Europcar) reçoit un prix car bien qu'arrivé aujourd'hui seizième, il est leader de la Coupe de France. Jonathan Dufrasne (Wallonie-Bruxelles) remporte le prix des sprints, tandis que Antonio Parrinello (Androni Giocattoli-Venezuela) remporte le prix des monts, et le prix du kilomètre 59 remis par le département du Nord.
Jonathan Dufrasne (Wallonie-Bruxelles) remonte ensuite sur le podium pour recevoir le prix de la combativité. Florian Sénéchal (Cofidis) obtient le trophée du dossard vert, nouvellement créé pour cette édition. Enfin, Nacer Bouhanni (FDJ.fr) se voit remettre le prix du meilleur jeune, puis celui de la meilleure équipe.

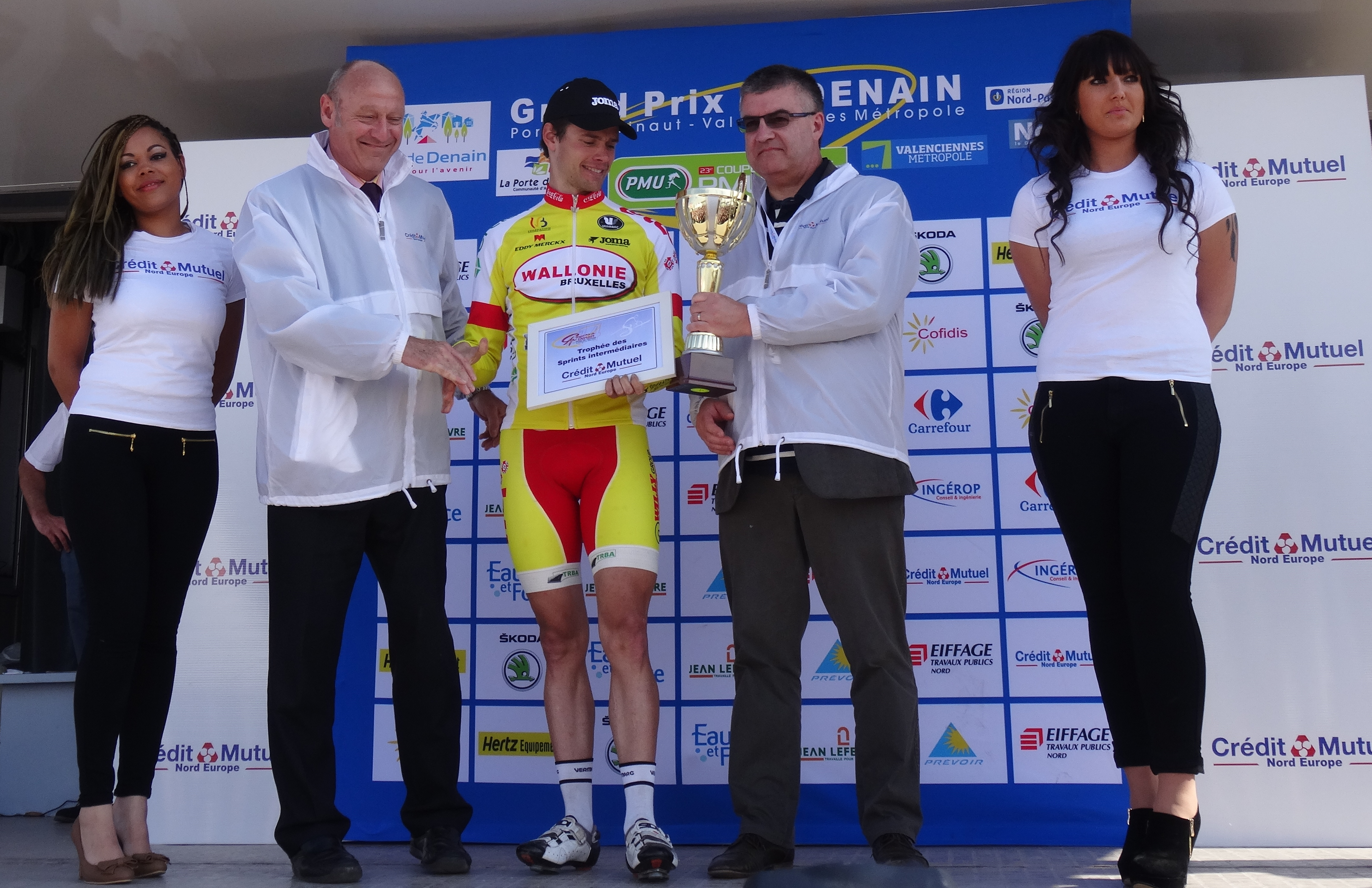
Jonathan Dufrasne et son prix des sprints.
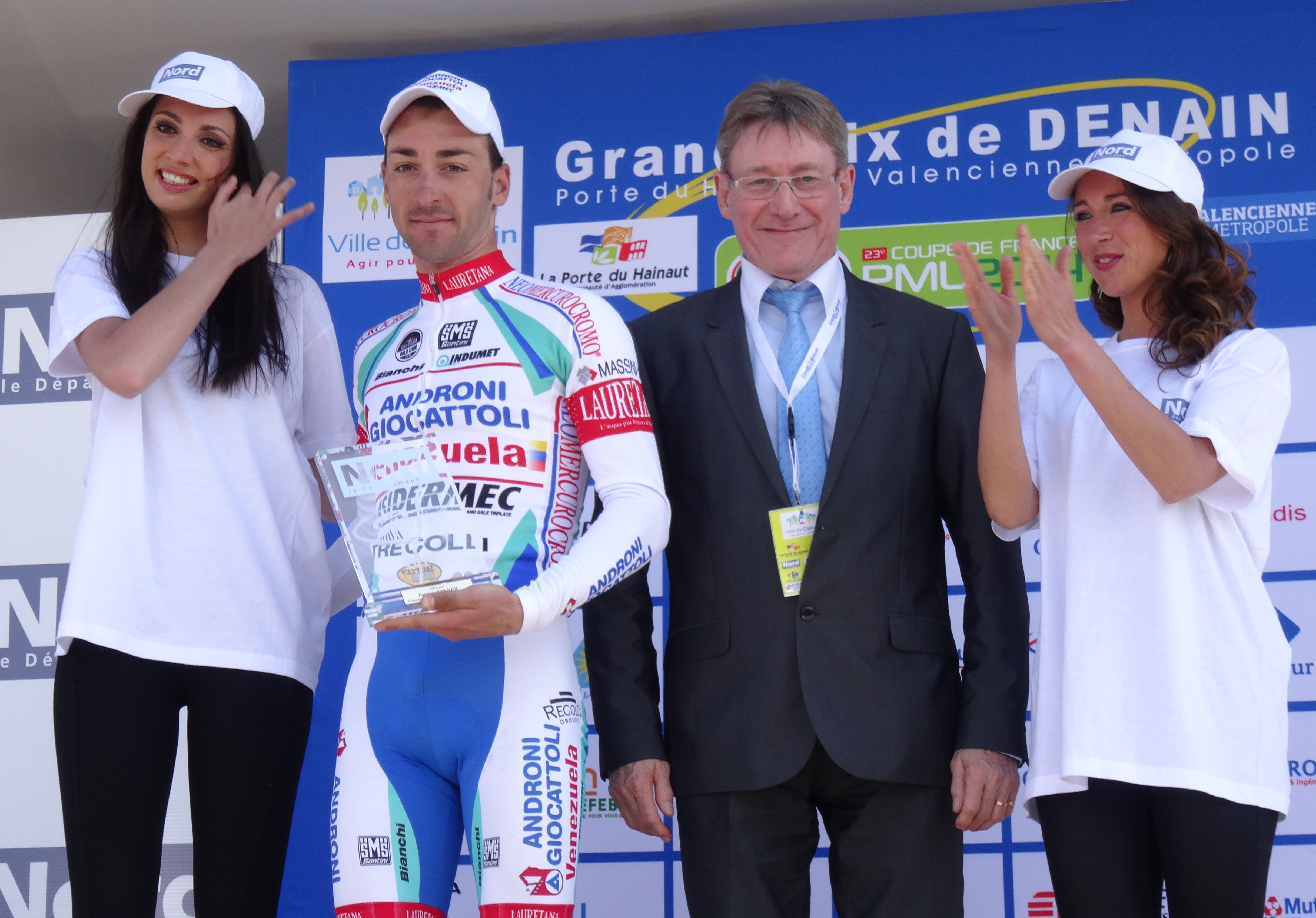
Antonio Parrinello reçoit le prix du kilomètre 59.
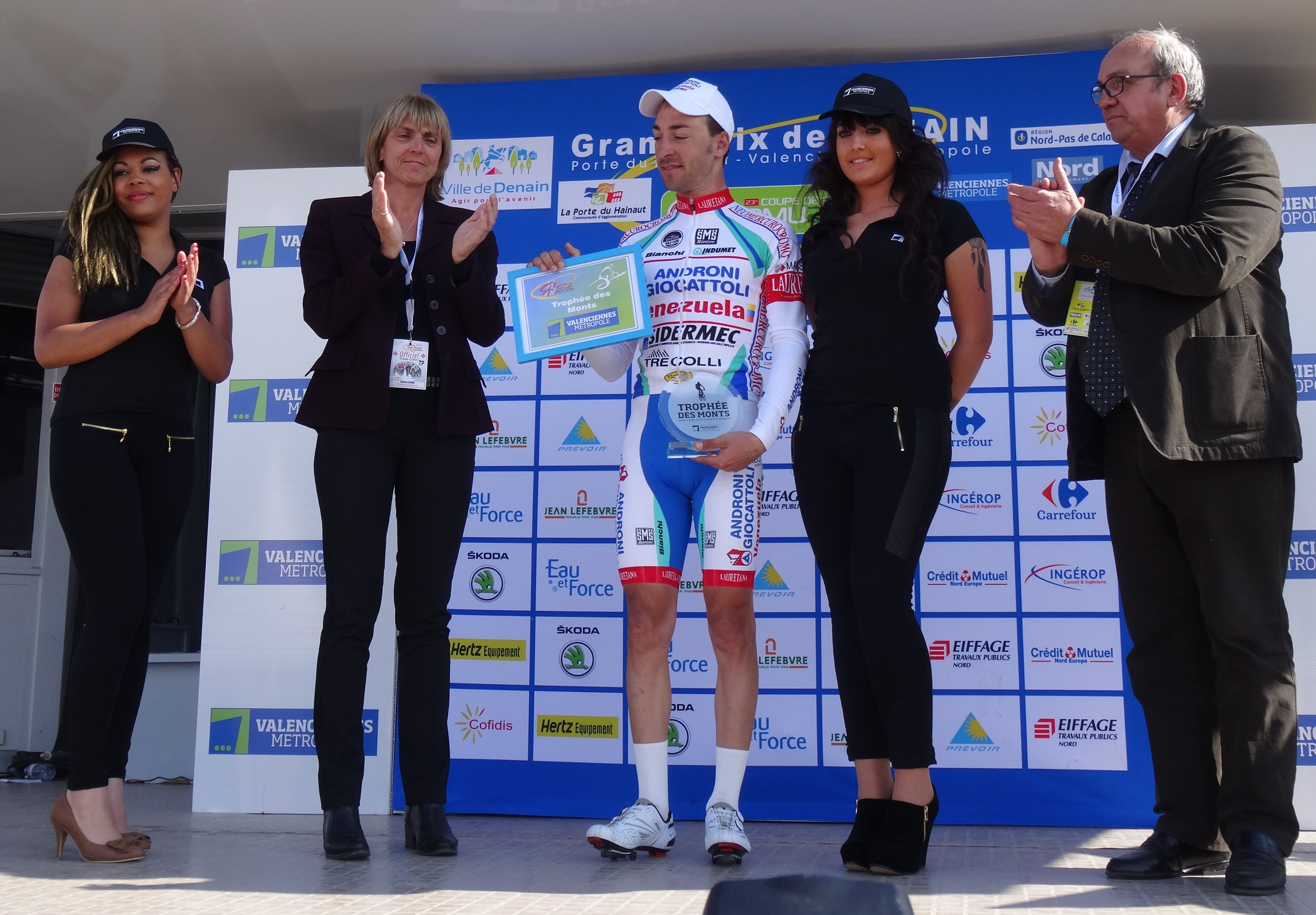
Antonio Parrinello et son prix des monts.
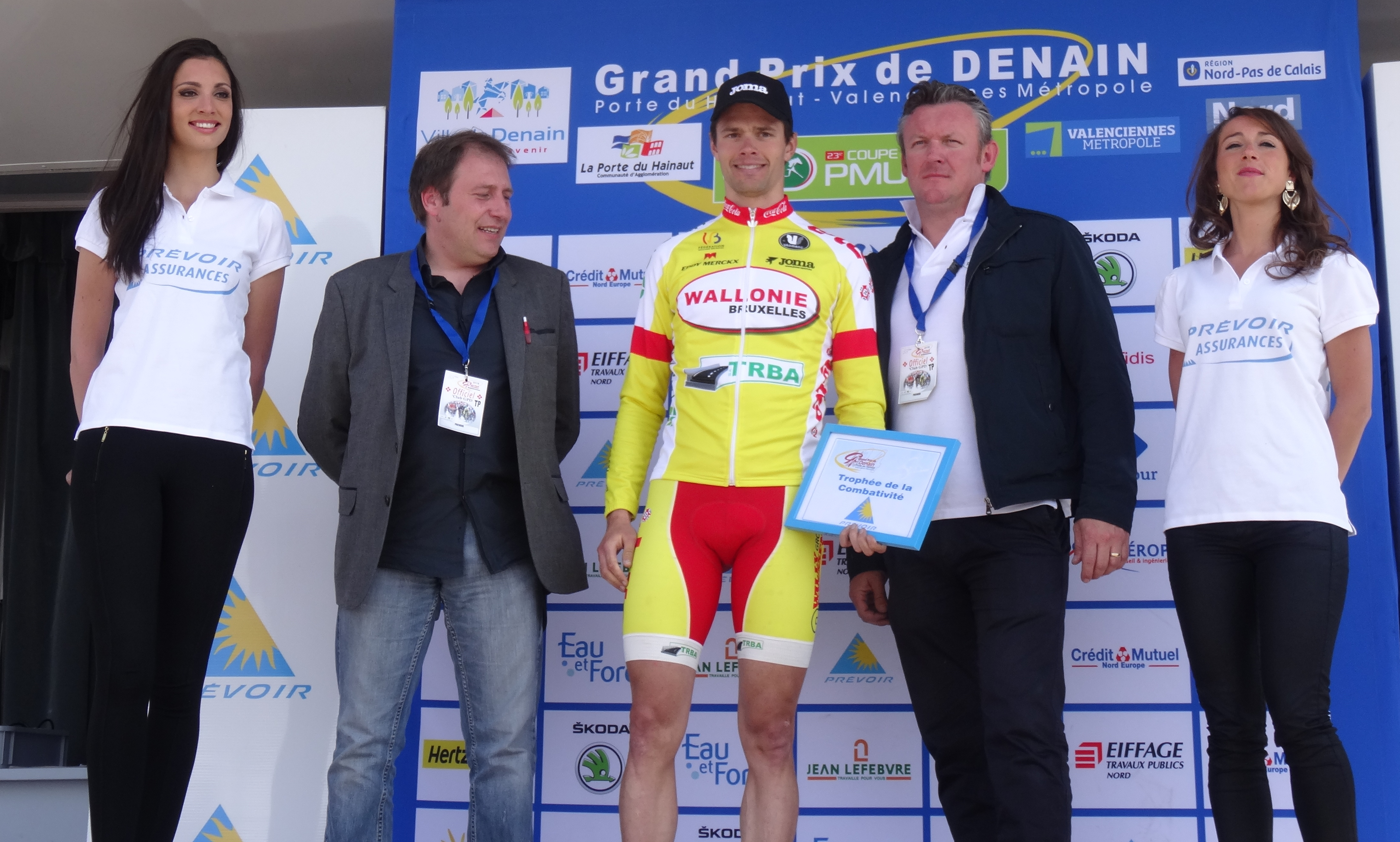
Jonathan Dufrasne et son prix de la combativité.
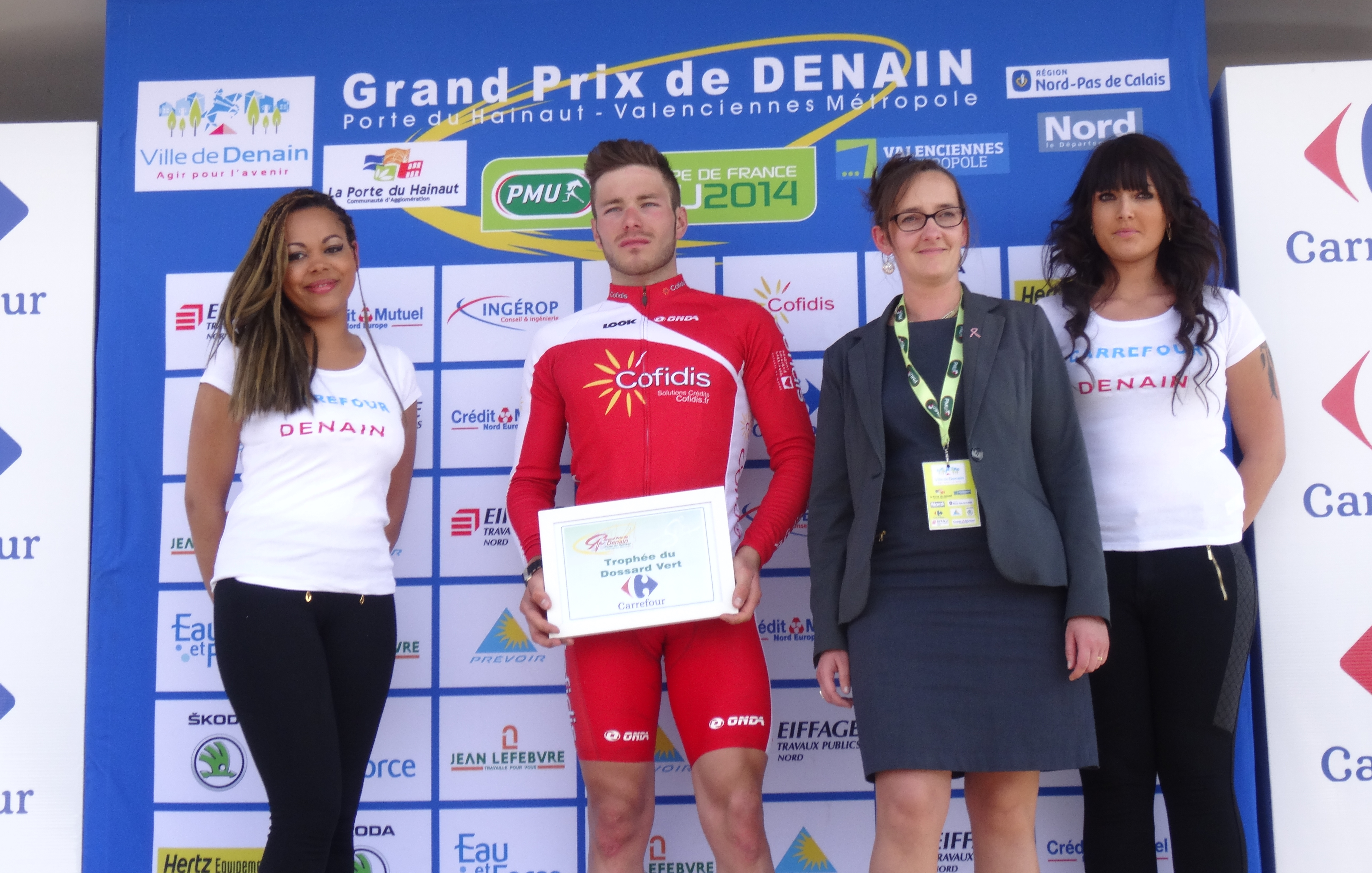
Florian Sénéchal et son prix du dossard vert.
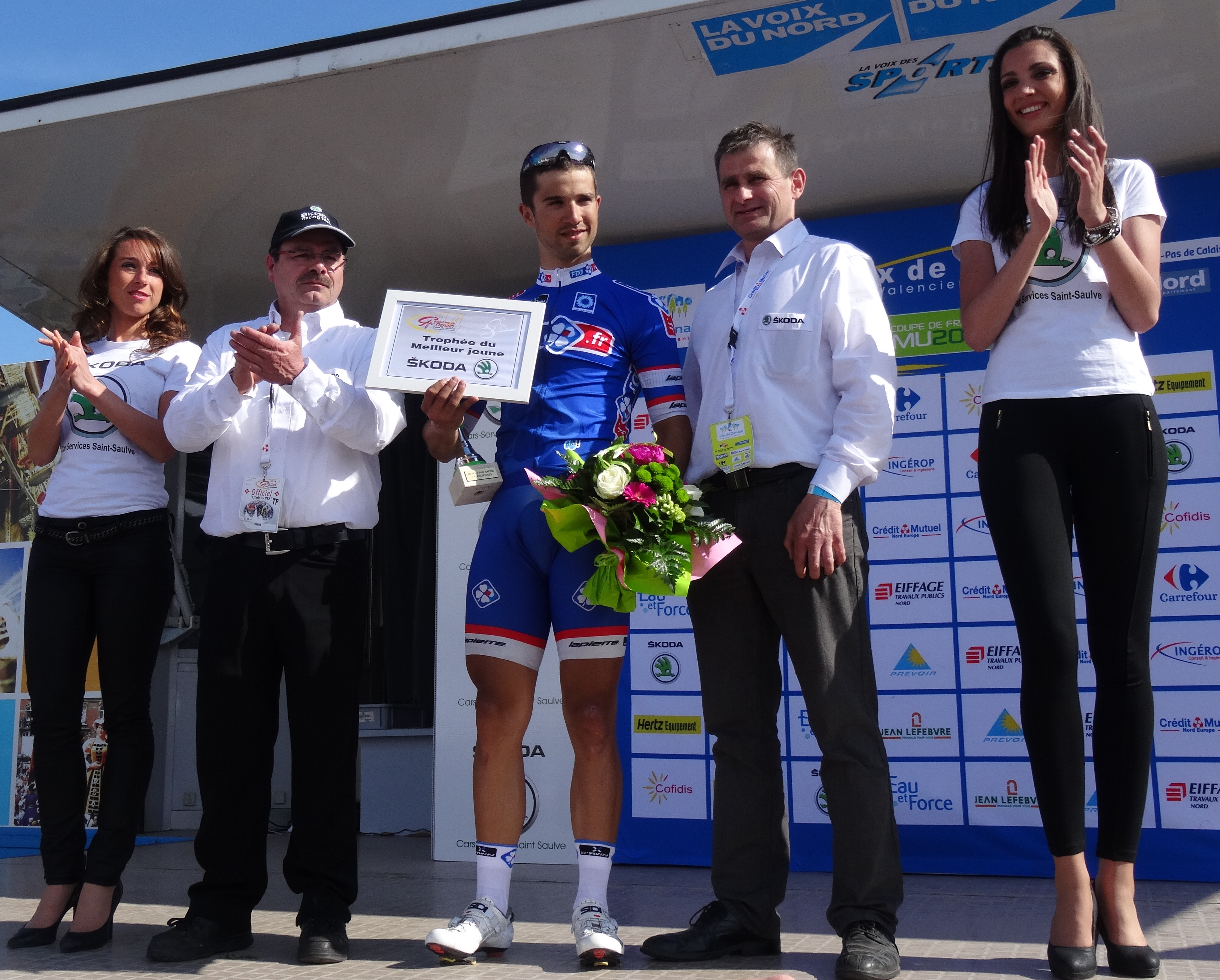
Nacer Bouhanni et son prix du meilleur jeune.
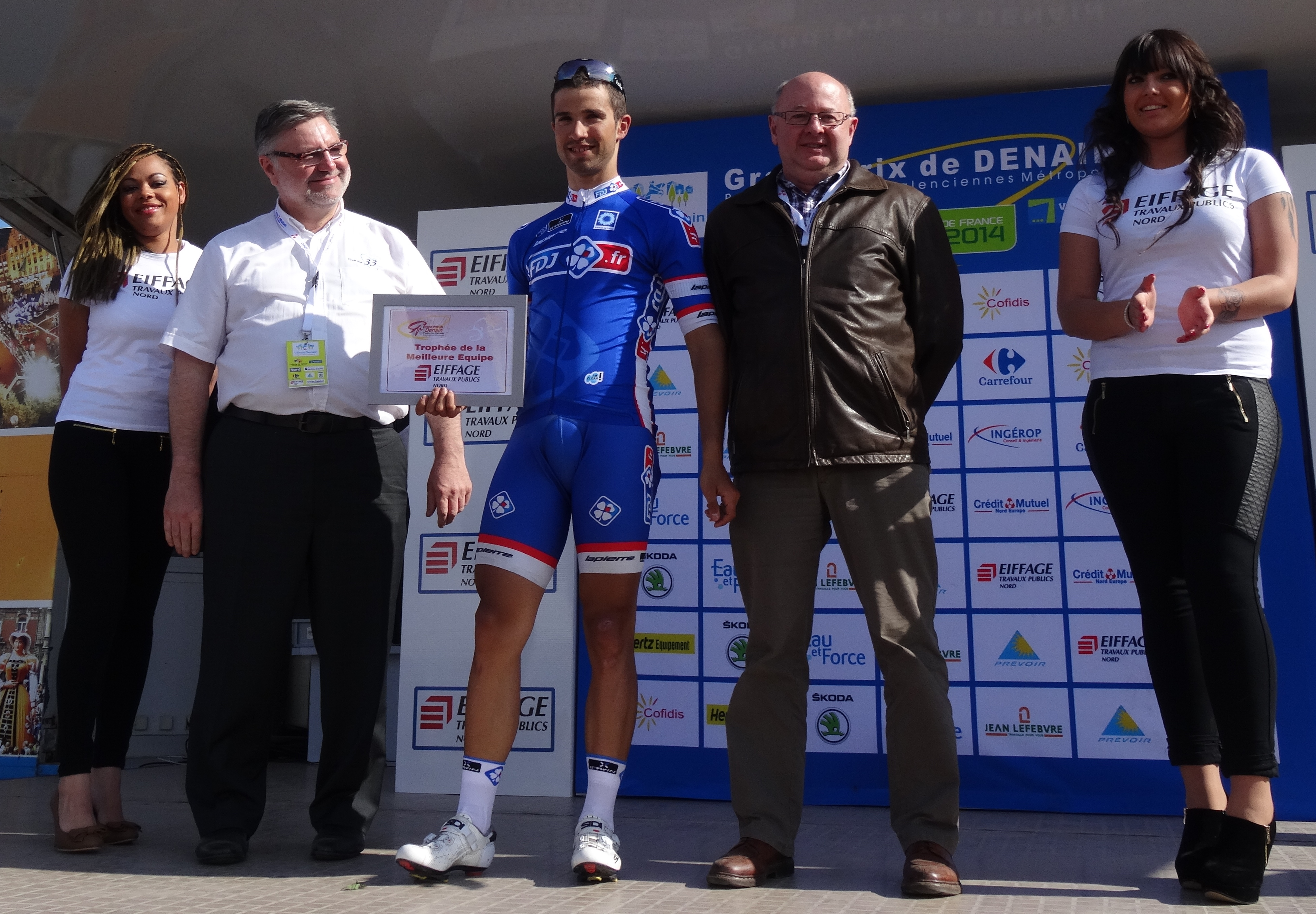
Nacer Bouhanni et le trophée de la meilleure équipe.

### UCI Europe Tour
Ce Grand Prix de Denain attribue des points pour l'UCI Europe Tour 2015, par équipes seulement aux coureurs des équipes continentales professionnelles et continentales, individuellement à tous les coureurs sauf ceux faisant partie d'une équipe ayant un label ProTeam.
| Position           | 1er | 2e | 3e | 4e | 5e | 6e | 7e | 8e | 9e | 10e | 11e | 12e |
| Classement général | 80  | 56 | 32 | 24 | 20 | 16 | 12 | 8  | 7  | 6   | 5   | 3   |

C'est ainsi que Matteo Pelucchi (2e) remporte cinquante-six points, Francesco Chicchi (3e) trente-deux points, Kenny van Hummel (4e) vingt-quatre points, Yannis Yssaad (6e) seize points, Edwin Ávila (7e) douze points, Benjamin Giraud (8e) huit points, Tom Van Asbroeck (9e) sept points, Kristian Sbaragli (10e) six points, Rudy Barbier (11e) cinq points et Clément Venturini (12e) trois points. Nacer Bouhanni (1er) et Yauheni Hutarovich (5e) étant membres d'équipes ayant un label ProTeam, ils ne remportent pas de points.

## Liste des participants
- Liste de départ complète

| Légende | Légende                                                                    | Légende | Légende                                                    |
| ------- | -------------------------------------------------------------------------- | ------- | ---------------------------------------------------------- |
| Num     | Dossard de départ porté par le coureur sur ce Grand Prix de Denain         | Pos     | Position à l'arrivée de la course                          |
|         | Indique un maillot de champion national ou mondial, suivi de sa spécialité | NP      | Indique un coureur qui n'a pas pris le départ de la course |
| AB      | Indique un coureur qui n'a pas terminé la course                           | HD      | Indique un coureur qui a terminé la course hors des délais |

| FDJ.fr FDJ | FDJ.fr FDJ                     | FDJ.fr FDJ |
| ---------- | ------------------------------ | ---------- |
| Num        | Coureur                        | Pos        |
| 1          | David Boucher (FRA)            | NP         |
| 2          | Nacer Bouhanni (FRA)           | 1er        |
| 3          | Sébastien Chavanel (FRA)       | 40e        |
| 4          | Arnaud Courteille (FRA)        | 113e       |
| 5          | Pierre-Henri Lecuisinier (FRA) | 114e       |
| 6          | Laurent Mangel (FRA)           | 127e       |
| 7          | Laurent Pichon (FRA)           | 82e        |
| 8          | Geoffrey Soupe (FRA)           | 81e        |

| Europcar EUC | Europcar EUC                  | Europcar EUC |
| ------------ | ----------------------------- | ------------ |
| Num          | Coureur                       | Pos          |
| 11           | Bryan Coquard (FRA)           | 16e          |
| 12           | Yukiya Arashiro (JPN) (Route) | 120e         |
| 13           | Jimmy Engoulvent (FRA)        | 68e          |
| 14           | Yohann Gène (FRA)             | 121e         |
| 15           | Morgan Lamoisson (FRA)        | 110e         |
| 16           | Davide Malacarne (ITA)        | AB           |
| 17           | Yannick Martinez (FRA)        | 70e          |
| 18           | Angélo Tulik (FRA)            | 91e          |

| AG2R La Mondiale ALM | AG2R La Mondiale ALM     | AG2R La Mondiale ALM |
| -------------------- | ------------------------ | -------------------- |
| Num                  | Coureur                  | Pos                  |
| 21                   | Yauheni Hutarovich (BLR) | 5e                   |
| 22                   | Steve Chainel (FRA)      | 132e                 |
| 23                   | Maxime Daniel (FRA)      | 63e                  |
| 24                   | Alexis Gougeard (FRA)    | 80e                  |
| 25                   | Blel Kadri (FRA)         | 137e                 |
| 26                   | Julian Kern (GER)        | 95e                  |
| 27                   | Lloyd Mondory (FRA)      | 106e                 |
| 28                   | Sébastien Turgot (FRA)   | 102e                 |

| Katusha KAT | Katusha KAT             | Katusha KAT |
| ----------- | ----------------------- | ----------- |
| Num         | Coureur                 | Pos         |
| 31          | Marco Haller (AUT)      | 37e         |
| 32          | Petr Ignatenko (RUS)    | 126e        |
| 33          | Mikhail Ignatiev (RUS)  | 111e        |
| 34          |                         |             |
| 35          | Alexander Porsev (RUS)  | 26e         |
| 36          | Alexander Rybakov (RUS) | 98e         |
| 37          | Rüdiger Selig (GER)     | 83e         |
| 38          | Alexey Tsatevitch (RUS) | 32e         |

| Lotto-Belisol LTB | Lotto-Belisol LTB         | Lotto-Belisol LTB |
| ----------------- | ------------------------- | ----------------- |
| Num               | Coureur                   | Pos               |
| 41                | Kris Boeckmans (BEL)      | 65e               |
| 42                | Stig Broeckx (BEL)        | 97e               |
| 43                | Sean De Bie (BEL)         | 88e               |
| 44                | Kenny Dehaes (BEL)        | 14e               |
| 45                | Gregory Henderson (NZL)   | 41e               |
| 46                |                           |                   |
| 47                | Boris Vallée (BEL)        | 53e               |
| 48                | Jonas Van Genechten (BEL) | 27e               |

| Androni Giocattoli-Venezuela AND | Androni Giocattoli-Venezuela AND | Androni Giocattoli-Venezuela AND |
| -------------------------------- | -------------------------------- | -------------------------------- |
| Num                              | Coureur                          | Pos                              |
| 51                               | Kenny van Hummel (NED)           | 4e                               |
| 52                               | Marco Bandiera (ITA)             | 124e                             |
| 53                               | Manuel Belletti (ITA)            | 36e                              |
| 54                               | Marco Frapporti (ITA)            | 79e                              |
| 55                               | Antonio Parrinello (ITA)         | 123e                             |
| 56                               | Franco Pellizotti (ITA)          | 86e                              |
| 57                               | Emanuele Sella (ITA)             | 87e                              |
| 58                               | Andrea Zordan (ITA)              | AB                               |

| Bardiani CSF BAR | Bardiani CSF BAR       | Bardiani CSF BAR |
| ---------------- | ---------------------- | ---------------- |
| Num              | Coureur                | Pos              |
| 61               | Enrico Barbin (ITA)    | 107e             |
| 62               | Enrico Battaglin (ITA) | 78e              |
| 63               | Nicola Boem (ITA)      | 131e             |
| 64               | Marco Canola (ITA)     | 34e              |
| 65               | Sonny Colbrelli (ITA)  | 96e              |
| 66               | Filippo Fortin (ITA)   | 31e              |
| 67               | Angelo Pagani (ITA)    | 136e             |
| 68               |                        |                  |

| Bretagne-Séché Environnement BSE | Bretagne-Séché Environnement BSE | Bretagne-Séché Environnement BSE |
| -------------------------------- | -------------------------------- | -------------------------------- |
| Num                              | Coureur                          | Pos                              |
| 71                               | Romain Feillu (FRA)              | 15e                              |
| 72                               | Erwann Corbel (FRA)              | 25e                              |
| 73                               | Arnaud Gérard (FRA)              | 73e                              |
| 74                               | Benoît Jarrier (FRA)             | 42e                              |
| 75                               | Clément Koretzky (FRA)           | 55e                              |
| 76                               | Benjamin Le Montagner (FRA)      | 101e                             |
| 77                               | Pierre-Luc Périchon (FRA)        | 133e                             |
| 78                               | Florian Vachon (FRA)             | 72e                              |

| Cofidis COF | Cofidis COF              | Cofidis COF |
| ----------- | ------------------------ | ----------- |
| Num         | Coureur                  | Pos         |
| 81          | Adrien Petit (FRA)       | 19e         |
| 82          | Edwig Cammaerts (BEL)    | 99e         |
| 83          | Christophe Laporte (FRA) | 59e         |
| 84          | Romain Lemarchand (FRA)  | 89e         |
| 85          | Stéphane Poulhiès (FRA)  | 66e         |
| 86          | Florian Sénéchal (FRA)   | 60e         |
| 87          | Clément Venturini (FRA)  | 12e         |
| 88          | Louis Verhelst (BEL)     | AB          |

| Colombia COL | Colombia COL              | Colombia COL |
| ------------ | ------------------------- | ------------ |
| Num          | Coureur                   | Pos          |
| 91           | Juan Esteban Arango (COL) | 77e          |
| 92           | Edwin Ávila (COL)         | 7e           |
| 93           | Edward Díaz (COL)         | AB           |
| 94           | Fabio Duarte (COL)        | AB           |
| 95           | Dúber Quintero (COL)      | AB           |
| 96           | Jeffry Romero (COL)       | AB           |
| 97           | Rodolfo Torres (COL)      | 62e          |
| 98           |                           |              |

| IAM | IAM                     | IAM  |
| --- | ----------------------- | ---- |
| Num | Coureur                 | Pos  |
| 101 | Matteo Pelucchi (ITA)   | 2e   |
| 102 | Marcel Aregger (SUI)    | 74e  |
| 103 | Matthias Brändle (AUT)  | 43e  |
| 104 | Kevyn Ista (BEL)        | 103e |
| 105 | Roger Kluge (GER)       | 39e  |
| 106 | Pirmin Lang (SUI)       | 125e |
| 107 |                         |      |
| 108 | Patrick Schelling (SUI) | 76e  |

| MTN-Qhubeka MTN | MTN-Qhubeka MTN           | MTN-Qhubeka MTN |
| --------------- | ------------------------- | --------------- |
| Num             | Coureur                   | Pos             |
| 111             | Linus Gerdemann (GER)     | 116e            |
| 112             | Ignatas Konovalovas (LTU) | 71e             |
| 113             | Bradley Potgieter (RSA)   | 108e            |
| 114             | Youcef Reguigui (ALG)     | 57e             |
| 115             | Kristian Sbaragli (ITA)   | 10e             |
| 116             | Andreas Stauff (GER)      | 38e             |
| 117             | Jacobus Venter (RSA)      | 58e             |
| 118             | Martin Wesemann (RSA)     | NP              |

| Neri Sottoli NRI | Neri Sottoli NRI        | Neri Sottoli NRI |
| ---------------- | ----------------------- | ---------------- |
| Num              | Coureur                 | Pos              |
| 121              | Francesco Chicchi (ITA) | 3e               |
| 122              | Giorgio Cecchinel (ITA) | AB               |
| 123              | Daniele Colli (ITA)     | 49e              |
| 124              | Samuele Conti (ITA)     | 52e              |
| 125              |                         |                  |
| 126              | Luigi Miletta (ITA)     | 119e             |
| 127              | Mattia Pozzo (ITA)      | 118e             |
| 128              | Mirko Tedeschi (ITA)    | 50e              |

| Topsport Vlaanderen-Baloise TSV | Topsport Vlaanderen-Baloise TSV | Topsport Vlaanderen-Baloise TSV |
| ------------------------------- | ------------------------------- | ------------------------------- |
| Num                             | Coureur                         | Pos                             |
| 131                             | Tom Van Asbroeck (BEL)          | 9e                              |
| 132                             | Victor Campenaerts (BEL)        | AB                              |
| 133                             | Jasper De Buyst (BEL)           | 109e                            |
| 134                             | Kenny De Ketele (BEL)           | 112e                            |
| 135                             | Moreno De Pauw (BEL)            | 105e                            |
| 136                             | Jonas Rickaert (BEL)            | 33e                             |
| 137                             | Otto Vergaerde (BEL)            | 115e                            |
| 138                             | Stijn Steels (BEL)              | NP                              |

| Wanty-Groupe Gobert WGG | Wanty-Groupe Gobert WGG   | Wanty-Groupe Gobert WGG |
| ----------------------- | ------------------------- | ----------------------- |
| Num                     | Coureur                   | Pos                     |
| 141                     | Frederik Backaert (BEL)   | 104e                    |
| 142                     | Tim De Troyer (BEL)       | 130e                    |
| 143                     | Jérôme Gilbert (BEL)      | 93e                     |
| 144                     | Grégory Habeaux (BEL)     | 67e                     |
| 145                     | Danilo Napolitano (ITA)   | 48e                     |
| 146                     | Fréderique Robert (BEL)   | 21e                     |
| 147                     | Nico Sijmens (BEL)        | 117e                    |
| 148                     | James Vanlandschoot (BEL) | 29e                     |

| BigMat-Auber 93 BIG | BigMat-Auber 93 BIG       | BigMat-Auber 93 BIG |
| ------------------- | ------------------------- | ------------------- |
| Num                 | Coureur                   | Pos                 |
| 151                 | Flavien Dassonville (FRA) | AB                  |
| 152                 | Frédéric Brun (FRA)       | 122e                |
| 153                 | Alo Jakin (EST)           | 28e                 |
| 154                 | Dimitri Le Boulch (FRA)   | 56e                 |
| 155                 | Maxime Renault (FRA)      | 85e                 |
| 156                 | Steven Tronet (FRA)       | 54e                 |
| 157                 |                           |                     |
| 158                 | Yannis Yssaad (FRA)       | 6e                  |

| La Pomme Marseille 13 LPM | La Pomme Marseille 13 LPM  | La Pomme Marseille 13 LPM |
| ------------------------- | -------------------------- | ------------------------- |
| Num                       | Coureur                    | Pos                       |
| 161                       | Justin Jules (FRA)         | 18e                       |
| 162                       | Benjamin Giraud (FRA)      | 8e                        |
| 163                       | Domingos Gonçalves (POR)   | 35e                       |
| 164                       | José Gonçalves (POR)       | 30e                       |
| 165                       | Yoann Paillot (FRA)        | 69e                       |
| 166                       | Thomas Rostollan (FRA)     | AB                        |
| 167                       | Clément Saint-Martin (FRA) | 84e                       |
| 168                       | Thomas Vaubourzeix (FRA)   | 92e                       |

| Roubaix Lille Métropole RLM | Roubaix Lille Métropole RLM | Roubaix Lille Métropole RLM |
| --------------------------- | --------------------------- | --------------------------- |
| Num                         | Coureur                     | Pos                         |
| 171                         | Rudy Barbier (FRA)          | 11e                         |
| 172                         | Timothy Dupont (BEL)        | 17e                         |
| 173                         | Quentin Jauregui (FRA)      | 51e                         |
| 174                         | Rudy Kowalski (FRA)         | 90e                         |
| 175                         | Jean-Lou Paiani (FRA)       | 139e                        |
| 176                         | Romain Pillon (FRA)         | 134e                        |
| 177                         | Baptiste Planckaert (BEL)   | 24e                         |
| 178                         | Maxime Vantomme (BEL)       | 75e                         |

| Veranclassic-Doltcini VER | Veranclassic-Doltcini VER | Veranclassic-Doltcini VER |
| ------------------------- | ------------------------- | ------------------------- |
| Num                       | Coureur                   | Pos                       |
| 181                       | Giorgio Brambilla (ITA)   | 22e                       |
| 182                       | Darijus Džervus (LTU)     | 135e                      |
| 183                       | Denis Flahaut (FRA)       | 138e                      |
| 184                       | Rick Ottema (NED)         | 100e                      |
| 185                       | Wouter Mol (NED)          | 61e                       |
| 186                       | Sébastien Rosseler (BEL)  | 128e                      |
| 187                       | Joeri Stallaert (BEL)     | 44e                       |
| 188                       | Sascha Weber (GER)        | 64e                       |

| Wallonie-Bruxelles WBC | Wallonie-Bruxelles WBC   | Wallonie-Bruxelles WBC |
| ---------------------- | ------------------------ | ---------------------- |
| Num                    | Coureur                  | Pos                    |
| 191                    | Frédéric Amorison (BEL)  | 46e                    |
| 192                    | Quentin Bertholet (BEL)  | 45e                    |
| 193                    | Sébastien Delfosse (BEL) | 47e                    |
| 194                    | Antoine Demoitié (BEL)   | 20e                    |
| 195                    | Jonathan Dufrasne (BEL)  | 129e                   |
| 196                    | Florent Mottet (BEL)     | 23e                    |
| 197                    | Loïc Pestiaux (BEL)      | 94e                    |
| 198                    | Robin Stenuit (BEL)      | 13e                    |